# 北海道旅客鉄道社員研修センター
北海道旅客鉄道社員研修センター（ほっかいどうりょかくてつどうしゃいんけんしゅうセンター）は北海道札幌市手稲区にある北海道旅客鉄道（JR北海道）の研修施設である。
札幌市手稲区の函館線稲穂駅から約370m離れた位置に整備し、地上7階建ての宿泊棟や研修棟など３棟で構成される。社内教育施設のため一般の入館はできない。
かつては苗穂駅付近にあった（旧・国鉄北海道鉄道学園）が、施設の老朽化及び、札幌市が進める苗穂駅周辺の開発事業に該当地域が支障するため手稲地区への移転となり、2017年に供用開始となった。

## 施設の概要
研修センターは主に地上3階建ての研修棟と実習棟および地上7階建ての宿泊棟の３棟で構成され、敷地面積は約1万2,000平方mである。
実習棟には安全研修館が開設され、JR北海道で過去に発生した3つの重大事故である石勝線特急列車脱線火災事故、函館本線特急列車出火事故および函館本線大沼駅貨物列車脱線事故に関する部品や事故車両を展示し、事故の背景と教訓、対策などを学ぶ場としている。
その他、運転シミュレータを配備した「総合訓練室」、クレーンを使用した玉掛け技能実習ができる「技能実習室」、踏切や信号機器などの設備メンテナンスを学ぶ「運転訓練室」、マルス端末や自動改札機などを設置した「接客実習室」などが設けられている。
また、宿泊棟には394名が宿泊可能となっている。
敷地内には全長697mの実習線も整備され、単線・複線の線路や分岐器、駅ホームなどを設け、実際の現場に即した異常時運転取り扱いの訓練に使用される。

## 沿革
- 2015年（平成27年）7月13日 - 着工[1]
- 2016年（平成28年）11月30日 - 竣工[1]
- 2017年（平成29年）1月4日 - 建物の一部の使用開始[1]
- 2017年（平成29年）4月 - 実習線使用開始[1]